# 音喜多駿
音喜多 駿（おときた しゅん、1983年〈昭和58年〉9月21日 - ）は、日本の政治家。
参議院議員（1期）、東京都議会議員（2期）、都民ファーストの会東京都議団幹事長、あたらしい党代表、日本維新の会政務調査会長（第3代）兼国会議員団政務調査会長（第5代）などを務めた。選挙運動や自身のブログ、マスメディア等では、おときた駿の表記も用いられる。
妻は江東区議会議員の三次由梨香。

## 来歴
1983年、東京都北区王子本町生まれ（現住所は江東区豊洲5丁目）。実家は水道工事店「有限会社 音喜多設備」。いなり幼稚園、北区立王子第二小学校、海城中学校・高等学校、早稲田大学政治経済学部政治学科卒業。
2006年大学卒業後、ゲラン日本法人のゲラン株式会社入社。営業部門に勤務し、2012年退社。
2013年、東京都議会議員選挙に北区選挙区（定数4）から、みんなの党公認で出馬し、得票数は最下位の4位ながら、初当選を果たした。当選後、間もなく、東京都議会のみんなの党会派の幹事長をめぐり、音喜多駿、両角穣、上田令子、塩村文夏の4人の都議の会派異動届が野上ゆきえ都議により提出されたため、会派は分裂し、音喜多を含む4人が新会派「みんなの党」を結成した。同年9月、会派「みんなの党」政策調査会長に就任した。
2014年11月、みんなの党の解党が決定され、会派が「かがやけTokyo」に改称された後も引き続き政調会長を務めた（2016年7月で退任）。
2015年1月、みんなの党所属の参議院議員だった松田公太を党首に結党した日本を元気にする会に参加した。同年11月23日、シングルマザーだった江東区議会議員の三次由梨香と結婚し、三次の7歳の長女との養子縁組した。
2016年1月、「日本を元気にする会」に離党届を提出し、以後は無所属で活動する意向を表明した。同年7月の東京都知事選挙では小池百合子を支持。
2017年1月23日、所属する会派「かがやけTokyo」は「都民ファーストの会 東京都議団」に名称を変更し、その幹事長に就任。
2017年7月の都議会議員選挙では、地域政党「都民ファーストの会」の1次公認候補となった。地元の北区選挙区は東京都議会自由民主党の幹事長を務める高木啓が盤石な地盤を持っていたが、前回より大幅に得票数を伸ばして得票数トップで再選した。同年7月22日、選挙後の役員人事を受け、都民ファーストの会 東京都議団の幹事長を退任。
2017年10月3日、東京都知事の小池百合子（希望の党代表）の国政関与は政治姿勢として疑問がある、という理由で、上田令子とともに都民ファーストの会を離党することを表明し、10月5日に記者会見を行った。その後、会派「かがやけTokyo」を上田都議と2人で設立した。
2018年10月12日、地域政党「あたらしい党」の設立を発表し、代表に就任した。
2018年10月、週刊文春が11月1日号において音喜多のスキャンダルを報道。音喜多は情報の提供元が上田の後援会事務局長だとして、「かがやけTokyo」の会派解消を要求。上田がこれに応じなかったため、音喜多は日本維新の会の柳ヶ瀬裕文（柳ヶ瀬は音喜多の海城中・高、早稲田大学の先輩にも当たる）と共に新会派「維新・あたらしい・無所属の会」を結成した。一方で、上田側は地域政党「自由を守る会」名義で音喜多の主張は事実無根であるとの声明を出した。
2019年3月28日、第19回統一地方選挙で行われる北区長選挙に、あたらしい党公認で立候補する意向を表明。同年4月21日に行われた区長選は、現職の花川與惣太に敗れ、次点で落選した（花川：65,807票、音喜多：54,072票、川和田：22,213票）。投票率は51.74％。他の区長選で新人候補者が大差で落選するなか、音喜多は現職に肉薄した。

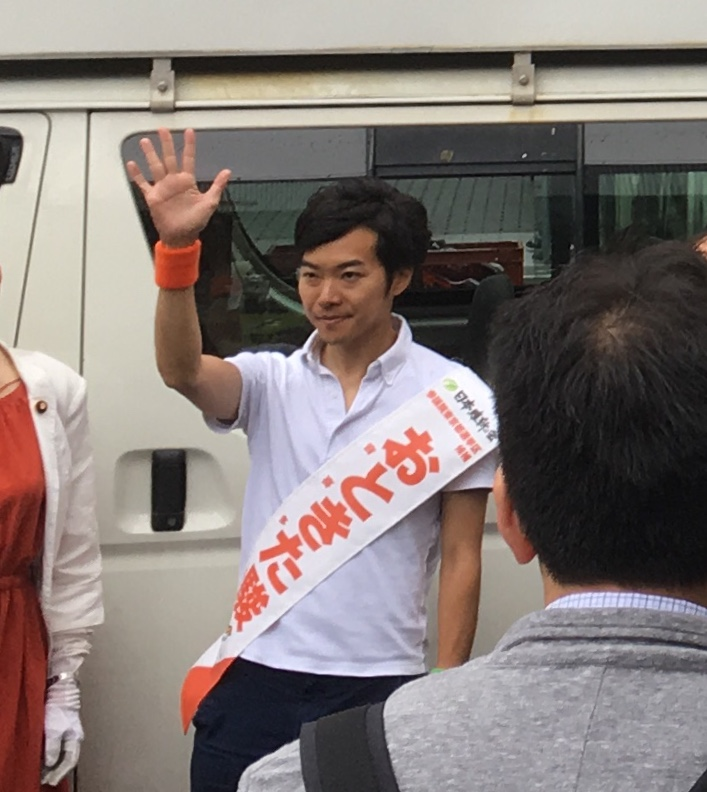
2019年の参院選での選挙運動中、新橋にて（2019年7月4日撮影）

2019年6月3日、記者会見を開き、第25回参議院議員通常選挙に日本維新の会公認、あたらしい党推薦で東京都選挙区での出馬を表明した。
選挙中は比例区から立候補した柳ヶ瀬とともに選挙活動を行う。7月21日に投開票が行われ、526,575票を集め5位当選（定数6）。維新としては前身を含め、初めての東京からの当選者となった。
2021年2月28日、同年1月の千代田区議補選の候補者擁立を巡る混乱を受け、地域政党「あたらしい党」代表と「東京維新の会」の副代表を辞任することを発表。あたらしい党での身分は党員から党友となり、党人としての活動は維新に一本化する意向を示した。
2021年11月30日、日本維新の会の政務調査会長に就任した。
2022年9月7日、党国会議員団の政務調査会長も兼務することが発表された。
2023年9月5日、第50回衆議院議員総選挙で東京都第1区から立候補することを表明した。
2024年10月15日、衆院選への立候補に伴い参議院議員を自動失職した。10月27日の投開票の結果、小選挙区では立憲民主党前職の海江田万里に敗れ、重複立候補した比例東京ブロックにおいても、維新が2議席獲得したのに対し、音喜多は惜敗率で4位であったため比例復活もできず落選した。10月31日、党常任役員会で政調会長の辞任が了承された。なお音喜多によれば「維新は特殊な政党で、落選すると党籍がなくなる」ため、2025年1月時点では維新を離れ、新たに立ち上げた「社会保険料引き下げを実現する会」に所属し政治活動を再開した。
2024年11月12日、政策広報を推進する株式会社キャピトルシンクの取締役に就任したことを発表した。
2025年5月20日、日本維新の会の吉村洋文代表は同年夏の第27回参議院議員通常選挙東京都選挙区（改選数6、補欠1）に音喜多を擁立すると発表した。FNNプライムニュース αは音喜多の党政調会長時代の言動を巡り「東京維新の会」内部の反発が根強く、擁立の調整に時間を要したと報じた。7月20日の投開票の結果、約38万票を集めたが、7位で補欠当選した立憲民主党の塩村文夏の約52万票に及ばず、次点で落選となった。音喜多によれば、選挙期間中に候補者への抗議活動などを行う左派系団体に出くわしたものの、団体側は「もう、あんたじゃないから。もっとヤバい所が現れたから」と述べ参政党への抗議活動に向かっていったという。

## 政策・主張
- 憲法9条について「改正して、自衛隊の存在を明記すべき」という立場をとる[42]。
- 日米安保体制はもっと強化すべきとしている[43]。
- 「他国から攻撃が予想される場合は先制攻撃をためらうべきではない」という設問に対し、「どちらかと言えば賛成」と回答[43]。
- 社会保障費の増加による、若年層の負担増を懸念している[44]。
- 選択的夫婦別姓制度の導入に「賛成」[45][43]。
- 同性婚について「賛成」[43]。
- 日本ウイグル国会議員連盟に所属。

## 人物
- オレンジ色をイメージカラーとして用いている[46]。政治家になるまでは私服で使ったことが一度もない色で、複数の第三者視点で青・赤・オレンジの三色の候補の中から決めてもらったのがきっかけだと述べている[47]。
- 家族は妻の三次由梨香（江東区議会議員）、長女、次女（2016年11月生）、長男（2021年8月生）[4]。子女のうち、長女は三次の連れ子で、音喜多と養子縁組している[4]。

## 活動

### ブロガー議員
早稲田大学在学中の2004年7月からブログを始める。政治活動の一環でブログを続ける意義について、地方政治の世界はネット上の情報が限られており、「若手の政治家が（情報発信を）やっていくことで、国民が啓蒙されて政治に強くなっていく」と述べている。

### 初詣ベビーカー論争
板橋区の乗蓮寺がベビーカー利用者による転倒事故などから、「警察からの要請」もあり、初詣に際して「ベビーカーご利用自粛のお願い」と看板を掲げたことに、賛否両論が出た。音喜多はこれを「初詣ベビーカー論争」としてブログに取り上げ、「少子化の最大の原因は、わが国が『子どもを産めば産むほど不自由になる社会』であることだと考えています」と述べた。

### 東京都北区の情報発信
ブログ以外のソーシャル・ネットワーキング・サービスも積極的に利用しており、Facebookでは選出選挙区である東京都北区のご当地アイドルであるNゼロを交えたイベントや、実質的な所有者である北区の非公式ゆるキャラ「きたパン」のPR活動等、北区の情報発信を行っている。

### 2016年東京都知事選挙
2016年の東京都知事選挙では、音喜多が所属する会派「かがやけTokyo」は、衆議院議員を辞職して出馬した小池百合子を支持した。当選した小池を塾長に設立された「希望の塾」では、事務局に参加している。

### NPO活動への参画
2011年の東日本大震災の発生を受け、NPO法人「ふらいパンダ」を設立。石巻市や気仙沼市、釜石市で瓦礫の撤去作業や、フライパンで焼いたカステラを子供たちに配るイベントを通算50回以上開催し、2016年5月まで活動していた。

### メディアへの登場
- WOWOWのドラマ『平成猿蟹合戦図』に、「政治取材協力」の名目でスタッフ参加。

### 格闘技
2024年の落選後、周囲の勧めで本格的にキックボクシングを始め、2025年3月には小比類巻貴之が主催するアマチュア向けキックボクシングのイベント「EXECUTIVE FIGHT」に参戦し試合デビューを果たした。しかし結果は2ラウンド判定負け。後日談として、2月に練習中のスパーリングで肋骨を骨折していたことを明らかにした。

## 騒動 不祥事

### 性的マイノリティに関する記述
2013年の東京都議会議員選挙の選挙戦中、音喜多が学生時代に書いたブログ記事における「遠くの政治より、目先のホモ」「抜け出せないゲイスパイラル」「僕は女性大好きで健全なヘテロセクシャル」などの記述がセクシャルマイノリティを貶めるものだとして性的マイノリティの関係団体から抗議を受けた。これを受け、音喜多は選挙後に関係団体を訪問して謝罪し、性的マイノリティの環境の改善を約束することで和解した。以後、警視庁の相談ホットラインにおける記載をセクシャルマイノリティに配慮したものに変更するよう提言し、2014年1月15日、自身の提言が取り入れられたと述べている。

### 訴訟
2010年、飲み会で知った大手企業の女性従業員と性的関係を持った。その年の5月に女性が強姦されたとして被害届を出したことにより、検挙されたものの、8月に起訴猶予処分となったことを、2016年に週刊文春が報じた。音喜多はこれを男女の行き違いからのトラブルで、すでに解決済みであり、選挙戦中に報じた週刊文春には遺憾であると主張している。一方、公的機関の手を煩わしたことについては謝罪した。
また、2018年末には、妻の三次由梨香が不貞行為をすることを音喜多が許したとされる契約書を交わしたことを週刊文春が報じ、その情報の発信源を巡って、上田令子都議とその後援会事務局長と係争になり、会派の解消を宣言した。また、三次は自身を悪く書いたとするネットユーザーを名誉棄損として、2019年に提訴した。
さらに、同年2月末、希望の塾の会計問題を巡って音喜多駿には責任がある、とネットに書いた人物を慰謝料含め総額280万円を求めて提訴した。訴えられた側は、彼の区長選挙の直前であることから自分への批判を封じる為のスラップ訴訟ではないか、と反論している。

### ALS患者に対する差別発言
- 2020年3月11日、筋萎縮性側索硬化症（ALS）患者で、人工呼吸器を使用しているれいわ新選組の舩後靖彦参議院議員が新型コロナウイルス感染防止のため国会を欠席したことに関し、ツイッターにある自身のアカウントで「その分の歳費は返納されないと、国民の納得を得るのは厳しい」と投稿した[65]。この投稿に批判が集まり、その後削除した[66]。
- 2020年7月、医師ら[注 2]がALS患者の女性に薬物を投与して死なせたとして逮捕される事件（ALS患者嘱託殺人事件）が報じられると、維新の松井一郎代表はツイッター上の自身のアカウントで尊厳死についての議論を党所属議員に促し、音喜多はこれに対して、「議論を重ね、方向性と提言を出したいと存じます」と返信した。これらの動きに対し、鳥取大学医学部准教授の安藤泰至は、「嘱託殺人の容疑者がたまたま医師であっただけであり、治療を担当してもいない患者を殺すのは、安楽死ではない」として今回の事件を安楽死や尊厳死の是非についての議論に結びつけることに懸念を示し、「安楽死の法制化ではなく、どんな人も生きやすくなる社会について考えるきっかけになってほしい」と指摘した[68]。

### 議会での居眠り
2021年1月18日に召集された第204回国会において、音喜多や尾辻秀久らが菅義偉首相の施政方針演説中に居眠りしている映像が、昼の情報番組などで何度も流された。音喜多は翌19日にツイッター上にある自身のアカウントの記事を更新し、「誠に申し訳ありません。今後はこのようなことがないよう、気と体調を引き締めて国会に臨んでまいります」と陳謝した。都議会議員時代の2016年にもFRIDAYに本会議での居眠りを報道されていたことなどから、ツイッター上では「昨日だけの問題ではない」と常習性を指摘する声が寄せられた。また歳費一日分を返上する意味で、「ふるさとチョイス」へ寄付したという。

### 統一教会との関係について
安倍晋三銃撃事件の発生後、音喜多と旧統一教会との関係が一部メディアで報道されていることについて、ニュースサイト「選挙ドットコム」上で「旧統一協会（統一協会）や関連組織から支援を受けた事実や利害関係は一切ありませんし、今後も何らかの関わりを持つつもりはありません」と述べた。
一方、ジャーナリストの鈴木エイトが作成した「旧統一教会関連団体と関係があった現職国会議員168人」によれば、旧統一教会関連団体との関係について、2019年11月に教団系メディア『世界日報』と連携するシンクタンクのイベント「令和元年・自由民権大演説会」に登壇。また、2021年にはワシントン・タイムズ・ジャパンのエグゼクティブ・プロデューサーの渡瀬裕哉と連名で全国フェミニスト議員連盟宛てに抗議をしたが、後に削除したとされる。

### 党所属議員のウィシュマさん死亡事件を巡る発言への対応
2023年5月12日、出入国管理及び難民認定法改正案の審議で維新に所属する梅村みずほ参議院議員は、出入国在留管理局に収容中の女性が亡くなったウィシュマさん死亡事件を例に挙げ、「資料と映像を総合的に見ると、よかれと思った支援者の一言が、ウィシュマさんに『病気になれば仮釈放してもらえる』という淡い期待を抱かせ、医師から詐病の可能性を指摘される状況へつながったおそれも否定できない」との持論を主張。「支援者の助言は、かえって収容者にとって見なければよかった夢、すがってはいけない『わら』になる可能性もある」とも述べ、議場からは発言を問題視する声が上がり一時騒然となった。その後遺族の弁護団が16日に梅村に質問状を送り、発言の根拠をただしたが、同日の参院法務委で梅村は「事実はありません。しかし、可能性は否定できません」と回答。「ハンガー・ストライキによる体調不良で亡くなったのかもしれない」とも述べた。
梅村の一連の発言については与野党から批判が相次いだが、音喜多は17日には記者団に「より良い表現方法があったかもしれないが、我が党として問題提起した。ご遺族の受け止めもあるので、説明する義務があり、丁寧に対応していきたい」と述べた。同17日に遺族らも記者会見を開き、「発言は事実無根のデマ」として、梅村に対し発言の撤回と謝罪を要求。18日に梅村は参議院法務委員会の質疑に立ち、一連の批判について「どこがデマなのか。根拠はある」と反論。終了後の取材では遺族らが求めている発言の撤回に応じない意向を示した。同日に維新は緊急記者会見を開き、藤田文武幹事長が党の指示に従わず不適切な質疑をしたとして、梅村を参議院法務委員会の委員から更迭すると発表。会見に同席した音喜多は「遺族、関係者に深くおわびする」と一転して謝罪した。音喜多は17日に梅村に対し同案件に関する質疑の禁止を通達したのにも従わず、18日の法務委員会でも言及したとして、「指示を守らず、党の考え方と相いれない極めて不適切な主張を繰り広げた」と処分理由を説明した。

### 不適切画像の投稿
2023年10月23日、サウナ施設に行き、体重計に乗った写真をX（旧Twitter）に投稿。その写真に体重計に反射して自身の局部が映り込んでおり、その後、謝罪の上、投稿を削除した。また、浴室・脱衣所でのスマホ操作と撮影は禁止されていることからサウナ施設に謝罪した。

### 参議院選挙における不適切動画の投稿
2025年7月14日、第27回参議院議員通常選挙の選挙期間中にSNSで動画をX（旧Twitter）に投稿。料亭風の座敷で政治家役の男性が大手医療法人会長役の男性に語りかけ、記者役の音喜多が男性2人に気づかれ、刀や拳銃のようなもので脅されるという動画だったが、銃や刀をかざす内容や医療法人会長(通常は理事長)という不明瞭でまた医療現場を馬鹿にする内容で、医療法人の組織である日本医療法人協会からのX上での抗議や一部の国会議員や医療関係者などからの批判が集まった。これに対して、15日にXに投稿し謝罪のうえ、19日に記者会見と称した動画（※記者を呼んでの会見ではなく記者会見を模した動画）を掲載した。

## 著作
- 『ギャル男でもわかる政治の話』ディスカヴァー・トゥエンティワン、2016年6月16日。ISBN 9784799319192。
- 『東京都の闇を暴く』新潮社〈新潮新書 710〉、2017年3月16日。ISBN 9784106107108。
- 『贖罪 偽りの小池都政で私が犯した過ち』幻冬舎、2018年4月5日。ISBN 9784344032781。

## 出演
- フジテレビ『バイキング』
- TBS『白熱ライブ ビビット』[85]
- CBCテレビ『ゴゴスマ -GO GO!Smile!-』
- ネプリーグ（2019年10月28日）[86]

## 社会保険料引き下げを実現する会
音喜多が2024年12月23日に結成した政治団体

## 選挙歴
| 当落 | 選挙                     | 執行日         | 年齢 | 選挙区       | 政党               | 得票数     | 得票率 | 定数 | 得票順位 /候補者数 | 政党内比例順位 /政党当選者数 |
| ---- | ------------------------ | -------------- | ---- | ------------ | ------------------ | ---------- | ------ | ---- | ------------------ | ---------------------------- |
| 当   | 2013年東京都議会議員選挙 | 2013年6月23日  | 29   | 北区選挙区   | みんなの党         | 1万3296票  | ーー   | 4    | 4/7                | /                            |
| 当   | 2017年東京都議会議員選挙 | 2017年7月2日   | 33   | 北区選挙区   | 都民ファーストの会 | 5万6376票  | ーー   | 3    | 1/5                | /                            |
| 落   | 2019年北区長選挙         | 2019年4月21日  | 35   | ーー         | あたらしい党       | 5万4072票  | 38.05% | 1    | 2/6                | /                            |
| 当   | 第25回参議院議員通常選挙 | 2019年07月21日 | 35   | 東京都選挙区 | 日本維新の会       | 52万6575票 | 9.16%  | 6    | 5/20               | /                            |
| 落   | 第50回衆議院議員総選挙   | 2024年10月27日 | 41   | 東京都第1区  | 日本維新の会       | 2万9002票  | 16.29% | 1    | 3/9                | 4/2                          |
| 落   | 第27回参議院議員通常選挙 | 2025年07月20日 | 41   | 東京都選挙区 | 日本維新の会       | 38万2996票 | 5.50%  | 6    | 8/32               | /                            |